# Huerta Norte
La Huerta Norte (en valenciano y oficialmente, l'Horta Nord) es una comarca de la provincia de Valencia en el centro de la Comunidad Valenciana, España. Al formar parte del área metropolitana de Valencia (lo que se llamó la "Gran Valencia"), no tiene instituciones de la Generalidad, no obstante, aunque las cabeceras de los dos Partidos Judiciales están en Moncada y Masamagrell, la capital oficial de la comarca es el municipio de Puzol.
Las ciudades más importantes de la comarca son Puzol, El Puig, Burjasot, Alboraya, Moncada, Masamagrell, Foyos y Godella. El municipio más poblado es Paterna.
Esta comarca, junto con la ciudad de Valencia y la comarca de la Huerta Sur, forma el área metropolitana de Valencia.

## Geografía
Limita al norte con el Campo de Murviedro, al este con el mar Mediterráneo, al sur con la ciudad de Valencia y la Huerta Sur, y al oeste con el Campo de Turia.
Se encuentra situada dentro del ámbito lingüístico valencianoparlante.

## Municipios
| Municipio            | Nombre oficial         | Población (2023) | Superficie | Densidad  |
| -------------------- | ---------------------- | ---------------- | ---------- | --------- |
| Paterna              | Paterna                | 73 488           | 44,00      | 1595,34   |
| Burjasot             | Burjassot              | 39 702           | 3,40       | 11 183,53 |
| Alboraya             | Alboraia/Alboraya      | 25 792           | 8,30       | 2946,26   |
| Moncada              | Moncada                | 22 067           | 15,80      | 1388,29   |
| Puzol                | Puçol                  | 20 731           | 18,10      | 1077,07   |
| Masamagrell          | Massamagrell           | 16 766           | 6,20       | 2572,90   |
| Godella              | Godella                | 13 414           | 8,30       | 1576,87   |
| Meliana              | Meliana                | 10 918           | 4,70       | 2302,55   |
| Rafelbuñol           | Rafelbunyol            | 9467             | 4,20       | 2128,81   |
| Tabernes Blanques    | Tavernes Blanques      | 9456             | 0,74       | 12 324,32 |
| El Puig              | el Puig de Santa Maria | 8992             | 26,80      | 322,01    |
| Puebla de Farnals    | la Pobla de Farnals    | 8699             | 3,60       | 2216,11   |
| Foyos                | Foios                  | 7641             | 6,50       | 1133,38   |
| Rocafort             | Rocafort               | 7570             | 2,40       | 3016,67   |
| Almácera             | Almàssera              | 7504             | 2,70       | 2721,85   |
| Museros              | Museros                | 6741             | 12,50      | 516,64    |
| Albuixech            | Albuixech              | 4343             | 4,40       | 912,95    |
| Albalat dels Sorells | Albalat dels Sorells   | 4158             | 4,60       | 864,56    |
| Bonrepós y Mirambell | Bonrepòs i Mirambell   | 4048             | 1,10       | 3355,45   |
| Vinalesa             | Vinalesa               | 3495             | 1,50       | 2280,00   |
| Alfara del Patriarca | Alfara del Patriarca   | 3455             | 2,00       | 1655,00   |
| Masalfasar           | Massalfassar           | 2609             | 2,50       | 987,60    |
| Emperador            | Emperador              | 717              | 0,10       | 25 250    |
| Total                |                        | 311 632          | 184,44     | 1721,27   |

### Pedanías
Actualmente existen algunas pedanías de la ciudad de Valencia que geográficamente se encuentran ubicadas y esparcidas en esta comarca (más concretamente entre Burjasot y Almácera) como son Benifaraig (942 hab.), Pueblo Nuevo (1512 hab.), Carpesa (1245 hab.), Masarrojos (1449 hab.) y Borbotó (791 hab). Otras como Casas de Bárcena (405 hab.), Mauella (56 hab.), o Tauladella, que también se encuentran dentro de la Huerta Norte, han llegado a reclamar su independencia o la integración en municipios de la nueva comarca debido a su grado de aislamiento en relación con la capital. Rafalell y Vistabella son dos pedanías de la ciudad de Valencia situadas entre Masalfasar y Masamagrell, que no poseen habitantes a día de hoy, pero si alguna alquería, pozos o casas de aperos dispersas.[cita requerida]
Otras pedanías son Roca y Cúiper, que pertenecen a Meliana y Foyos respectivamente.
Desde el 1 de enero de 2023 el municipio de Paterna se incorpora a esta comarca, desapareciendo cualquier referencia a la existencia de la Huerta Oeste. 

## Delimitaciones históricas
La comarca es de creación moderna (año 1989), pues antiguamente formaba parte de la histórica comarca de la Huerta de Valencia, pero debido al gran crecimiento demográfico y urbano general de las localidades que formaban parte, se dividieron en las comarcas de la Huerta Sur, la Huerta Oeste, y la ciudad de Valencia. La antigua comarca aparece reflejada en el mapa de comarcas de Emili Beüt "Comarques naturals del Regne de València" publicado en el año 1934.
En 2023 se incorporó el municipio de Paterna, procedente de la polémica comarca de la Huerta Oeste ahora extinta.